# Темплтон (Каліфорнія)
Темплтон (англ. Templeton) — переписна місцевість (CDP) в США, в окрузі Сан-Луїс-Обіспо штату Каліфорнія. Населення — 8386 осіб (2020).

## Географія
Темплтон розташований за координатами 35°33′21″ пн. ш. 120°43′6″ зх. д. / 35.55583° пн. ш. 120.71833° зх. д. (35.555955, -120.718407).  За даними Бюро перепису населення США в 2010 році переписна місцевість мала площу 20,11 км², з яких 19,99 км² — суходіл та 0,13 км² — водойми.

## Демографія
Згідно з переписом 2010 року, у переписній місцевості мешкали 7674 особи в 2830 домогосподарствах у складі 2062 родин. Густота населення становила 382 особи/км².  Було 3006 помешкань (149/км²).
Расовий склад населення:
| - 89,0 % — білих - 1,6 % — азіатів - 1,0 % — корінних американців - 0,8 % — чорних або афроамериканців - 0,1 % — вихідців з тихоокеанських островів - 4,4 % — осіб інших рас |

До двох чи більше рас належало 3,0 %. Частка іспаномовних становила 15,3 % від усіх жителів.
За віковим діапазоном населення розподілялося таким чином: 26,7 % — особи молодші 18 років, 58,8 % — особи у віці 18—64 років, 14,5 % — особи у віці 65 років та старші. Медіана віку мешканця становила 40,8 року. На 100 осіб жіночої статі у переписній місцевості припадало 89,1 чоловіків;  на 100 жінок у віці від 18 років та старших — 84,6 чоловіків також старших 18 років.
Середній дохід на одне домашнє господарство  становив 88 329 доларів США (медіана — 66 169), а середній дохід на одну сім'ю — 105 845 доларів (медіана — 83 343). Медіана доходів становила 69 659 доларів для чоловіків та 41 453 долари для жінок. За межею бідності перебувало 6,9 % осіб, у тому числі 7,9 % дітей у віці до 18 років та 8,4 % осіб у віці 65 років та старших.
Цивільне працевлаштоване населення становило 3403 особи. Основні галузі зайнятості: освіта, охорона здоров'я та соціальна допомога — 23,5 %, науковці, спеціалісти, менеджери — 12,7 %, мистецтво, розваги та відпочинок — 12,7 %.